# 笠井健太郎

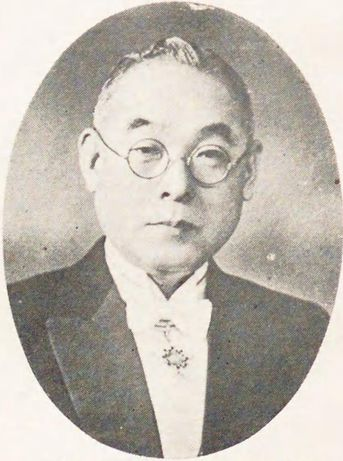
笠井健太郎

笠井 健太郎（かさい けんたろう、1877年（明治10年）2月8日 - 1937年（昭和11年）11月2日）は、日本の検事。裁判官。

## 経歴
香川県高松市出身。1904年（明治37年）、京都帝国大学法科大学法律科を卒業し、司法官試補となった。福島地方裁判所判事、熊谷区裁判所判事、東京区裁判所判事、東京地方裁判所判事代理、東京控訴院判事代理、横浜地方裁判所判事、横浜地方裁判所検事・同区裁判所検事、土浦区裁判所検事を歴任し、1920年（大正9年）に朝鮮総督府検事に転じた。京城地方法院検事、法務局刑事課長、高等法院検事、京城地方法院検事正を経て、1932年（昭和7年）に法務局長に就任した。1934年（昭和9年）から高等法院検事長を務めた。

## 栄典
- 1937年（昭和12年）8月16日 - 勲二等瑞宝章[4]